# Европейский форум Альпбах

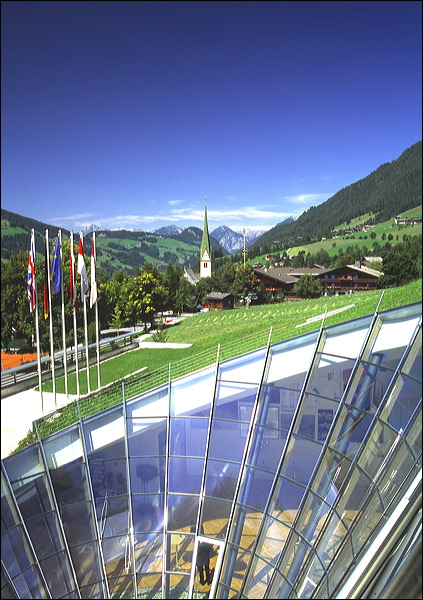
Конгресс-центр в Альпбахе

Европейский форум А́льпбах (нем. Europäische Forum Alpbach) — мероприятие, проходящее ежегодно с 1945 года в течение трёх недель августа в альпийском городе Альпбах в Тироле, Австрия. Мероприятие собирает политиков, учёных, руководителей бизнеса и студентов всех областей для того, чтобы обсуждать и создавать новые идеи решения европейских и глобальных проблем. Форум был основан в 1945 году Отто Мольденом, активным участником Австрийского движения сопротивления. В форуме принимают участие более 3000 человек из 50 стран. Участие возможно для всех заинтересованных лиц. Мероприятия проводятся на английском и немецком языках.

## Программа
Основная программа форума поделена на три основных раздела.

### Неделя семинаров Альпбаха

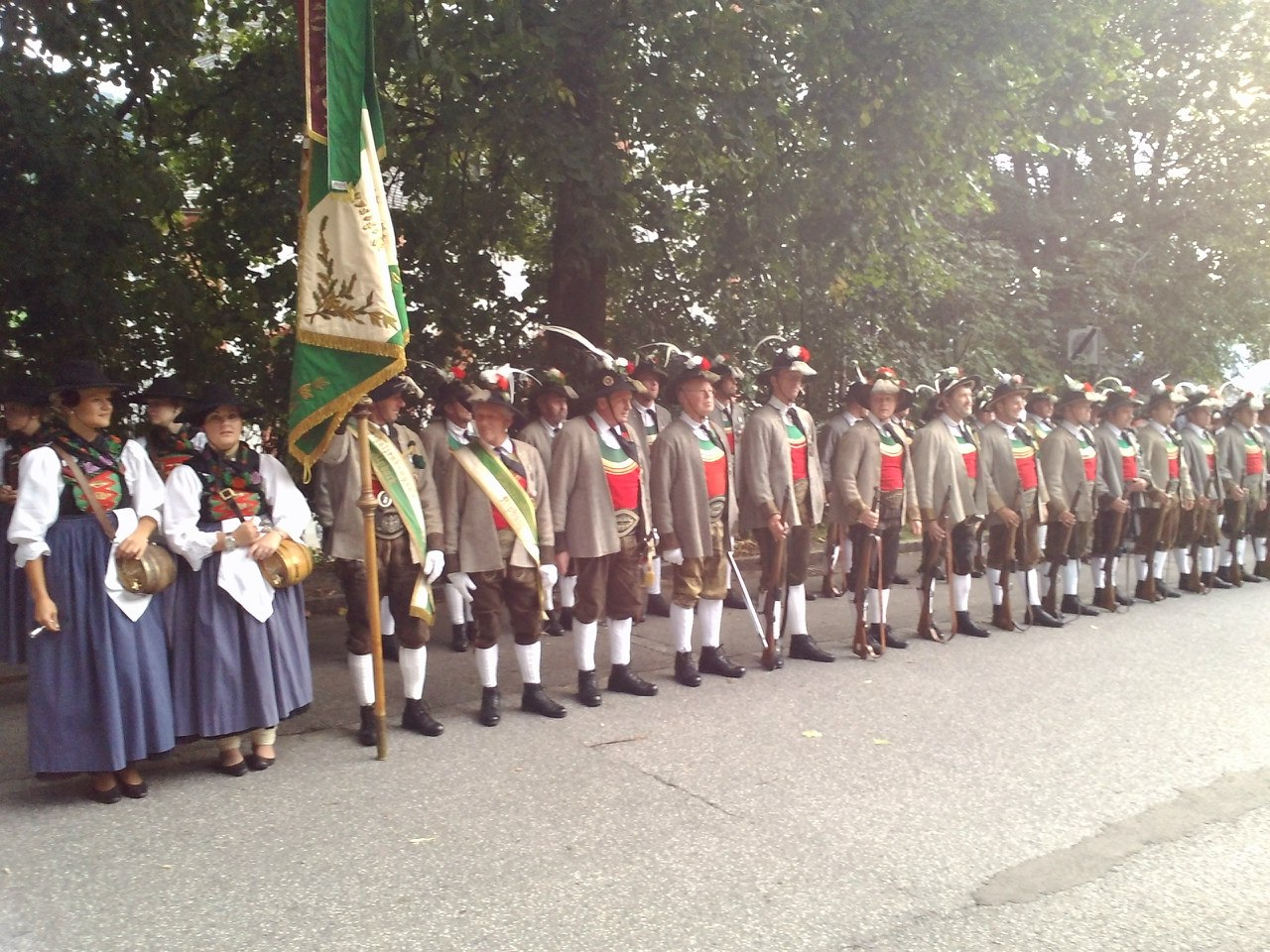
Тирольский день на Европейском форуме Альпбах 2013 года

В рамках форума проходят до 14 семинаров по различным научным дисциплинам. Исследователи собираются для участия в шести встречах длительностью по полдня. Неделя семинаров обеспечивает междисциплинарный диалог и даёт возможность для интенсивного общения среди экспертов. Пленарные заседания по научным, политическим и экономическим вопросам завершают программу.

### Альпбахские дискуссии
Конференции продолжительностью два-три дня посвящены архитектуре, технологиям, политике, экономике и здравоохранению. Кроме того, собираются специальные рабочие группы по финансам, киноиндустрии взаимодействию в ЕС. Так же проходит специальный «Тирольский день», посвящённый национальной культуре Тироля, местным университетам и производителям.

### Летняя школа Альпбаха
Курсы летней школы посвящены праву и медицине. К участию привлекаются студенты старших курсов и недавние выпускники высших учебных заведений.

### Культурная программа
Параллельно с основной программой форума проходят разнообразные культурные мероприятия: выставки, концерты, лекции, конкурсы. В них принимают участие как именитые профессионалы, так и начинающие артисты. Так же во время форума организуются «разговоры у костра», на которых с известными людьми обсуждаются острые вопросы. Для всех желающих организуются экскурсии в города Австрии: Иннсбрук, Зальцбург, Вёргль.

## Инициативные группы и клубы
Бывшие участники Европейского форума Альпбах организовали инициативные группы (IG) и клубы в более чем 20 странах Европы с целью совместной работы по развитию форума. Эти сообщества объединены под названием Сеть форума Альпбах. Участники сети пропагандируют "дух Альпбаха" в своих странах и вузах, организуют междисциплинарные встречи и лекции. Они работают как дочерние организации форума, а многие из них ежегодно предоставляют стипендии студентам для участия в форуме.
К началу 2014 года существуют инициативные группы в Албании (Тирана), Австрии (Грац, Линц и Вена), Бельгии (Брюссель), Боснии и Герцеговине (Сараево), Болгарии (София), Франции (Париж), Германии (Берлин и Кёльн), Венгрии (Будапешт), Косово (Приштина), Македонии (Скопье), Молдавии (Кишинёв), Черногории (Подгорица), Польше (Варшава), Сербии (Белград), Румынии (Брашов), Украине (Киев, Львов), а так же смешанная группа из Австрии, Италии и Словении (Senza Confini). Клубы существуют в Австрии (Альпбахталь, Бургенланд, Нижняя Австрия, Штирия, Тироль и Форарльберг), Хорватии (Загреб), Италии (Южный Тироль), России (Москва), Швейцарии (Женева) и Турции (Стамбул). Существует специальный клуб Alpbach Medica для студентов-медиков.

## Известные участники форума

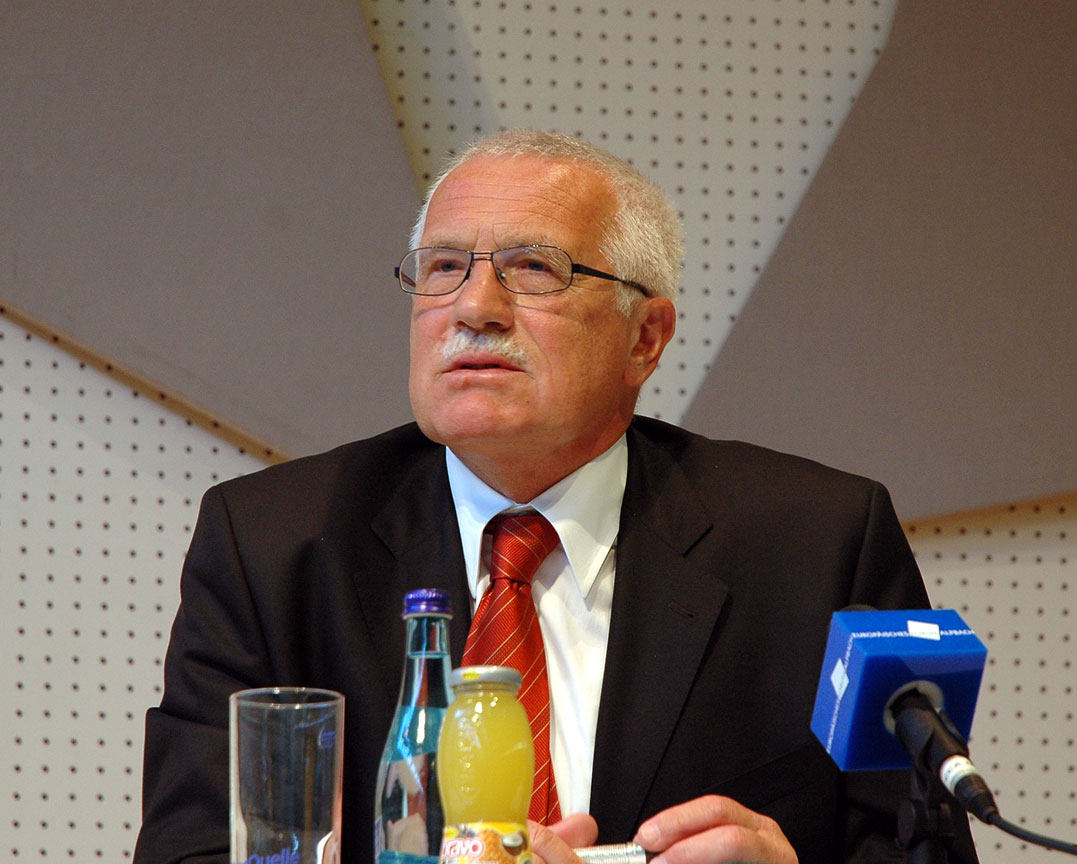
Президент Чехии Вацлав Клаус на форуме 2005 года

| - Теодор Адорно - Мартти Ахтисаари - Ханс Альберт - Марк Бедо - Эрнст Блох - Джеймс Макгилл Бьюкенен - Эрнст Борис Чейн - Ральф Дарендорф - Джейми Дэвис - Жак Делор - Ренато Дульбекко - Фридрих Дюрренматт - Джон Кэрью Экклс | - Манфред Эйген - Готфрид фон Эйнем - Амитай Этциони - Пол Карл Фейерабенд - Индира Ганди - Теодор Гейгер - Нил Гершенфельд - Александр Халаваис - Фридрих фон Хайек - Вернер Гейзенберг - Макс Хоркхаймер | - Ганс Кельзен - Пан Ги Мун - Вацлав Клаус - Гельмут Коль - Франц Кёниг - Имре Лакатос - Конрад Лоренц - Фриц Махлуп - Герберт Маркузе - Томас Метцингер - Джефф Мосс - Виктор Орбан | - Карл Поппер - Ицхак Рабин - Ивета Радичова - Мартин Рис - Майрон Шоулз - Эрвин Шрёдингер - Ши Юн Синь - Петер Слотердайк - Роджер Тсиен - Вайра Вике-Фрейберга - Эрнст Флориан Винтер - Фриц Вотруба - Жозе Баррозу - Хайнц Фишер |  |

## Форум А́льпбах в филателии
штемпель 10-го форума А́льпбах ( 01.09.54 г.)

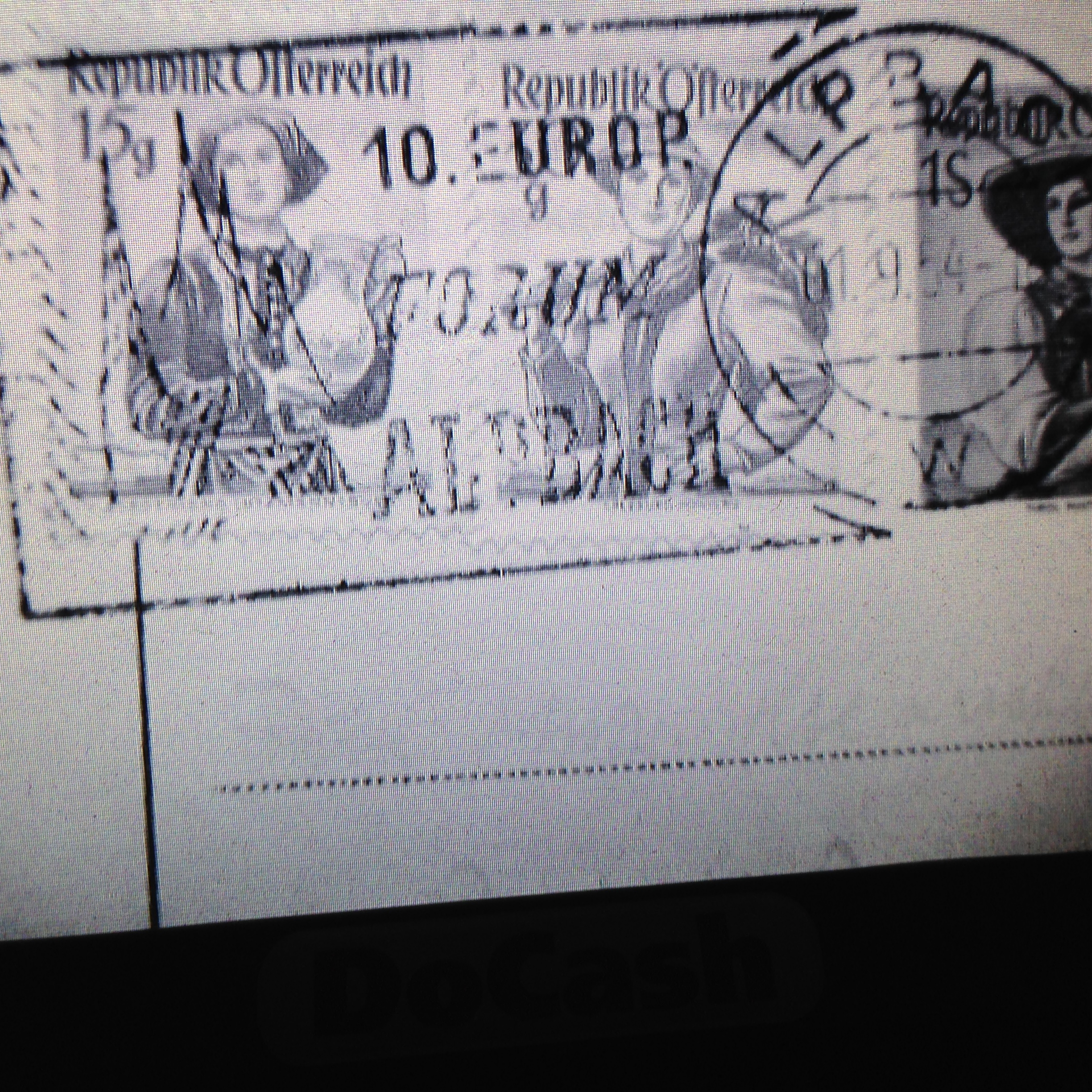
01.09.54